# Hang-On
Hang-On est une série de jeux vidéo de course de moto développée par Sega-AM2 et Genki, et éditée par Sega, apparue en arcade en 1985, sur consoles Sega et sur ordinateur. Le joueur participe à des courses en contre-la-montre balisées checkpoint, affichée dans une vue à la troisième personne. Chaque course permet au joueur de traverser des zones présentant des décors doté de différents thèmes comme les Alpes, le Grand Canyon, une ville la nuit, un bord de mer, et un circuit, sinon dans le second opus des décors typique de l'Afrique, l'Asie, l'Amérique et l'Europe.
Hang-On est le premier succès du concepteur japonais Yū Suzuki. Ce dernier, concepteur rentré chez Sega en 1983, se voit proposer un projet de jeu de moto, alors qu'il devient chef de sa division au bout de seulement un an d'ancienneté. Celui-ci lui permet d'explorer l'une de ses passions la moto. Après quelques études, l'équipe se rend compte que la moto de vitesse est très populaire. À cette époque, la compétition reine est le GP500 (Grand Prix moto de 500 cm3) et l'univers de la moto de vitesse est dominé par Freddie Spencer, qui gagne en 1983 à l'âge de 21 ans son premier titre de champion du monde moto. Pendant tout le processus, l'équipe garde à l'esprit « Fast Freddy ». Dans le jeu, Suzuki veut reproduire la conduite de Spencer. Pour la borne, il veut donc en toute logique reproduire sa moto. La version « deluxe » de la borne est atypique et inédite à cette époque. C'est la reproduction en plastique d'une véritable moto de 500 cm3, sur laquelle le joueur monte, et peut faire bouger pour déplacer son avatar. Hang-On est donc un hommage à Freddie Spencer,,.
Le jeu connait deux suites. Super Hang-On parait en 1987 en arcade, sur console Sega et de nombreux ordinateurs. Il intègre également un nouveau bouton turbo qui peut être activé à grande vitesse. Ce jeu nait de la volonté de Sega d'exploiter ses licences. L'équipe de développement met délibérément l'accent sur l'approfondissement du gameplay plutôt que du côté matériel de la borne. En 1995, une seconde suite entièrement en trois dimensions appelée Hang On GP '96 est développée par Genki et éditée par Sega sur Saturn.
La version arcade est très bien accueillie pour son aspect atypique et novateur. Cette borne est la première d'une série appelée taikan et reçoit les succès comme Out Run ou After Burner. Super Hang-On est bien accueilli lors de sa sortie pour ses apports en matière de gameplay. Hang On GP '96 obtient quant à lui un accueil très mitigé lors de sa sortie. Les différentes versions des jeux de la franchise sont rééditées dans de nombreuses compilations ou sur des plates-formes virtuelles toutes consoles ou ordinateurs confondues.

## Hang-On
Hang-On (ハングオン) est un jeu de course de moto développé par Sega-AM2 et édité par Sega sur borne d'arcade en juillet 1985. Il est conçu par Yū Suzuki. Le joueur pilote une moto dans une course contre-la-montre en concurrence avec d'autres motos contrôlées par l'intelligence artificielle. C'est l'un des premiers jeux d'arcade à utiliser des graphismes 16 bits et la technologie Super Scaler de Sega, qui permet une mise à l'échelle pseudo 3D des sprites à un taux de rafraichissement élevé. Ce jeu voit aussi l'introduction d'une borne dédiée en forme de moto, dont les mouvements que le joueur produit permettent de diriger la moto dans le jeu. Le jeu inspire par la suite la création de nombreuses bornes basées sur ce principe. Par la création de ce titre, Sega tente de concurrencer la position dominante de Namco dans le domaine des jeux de course,,.

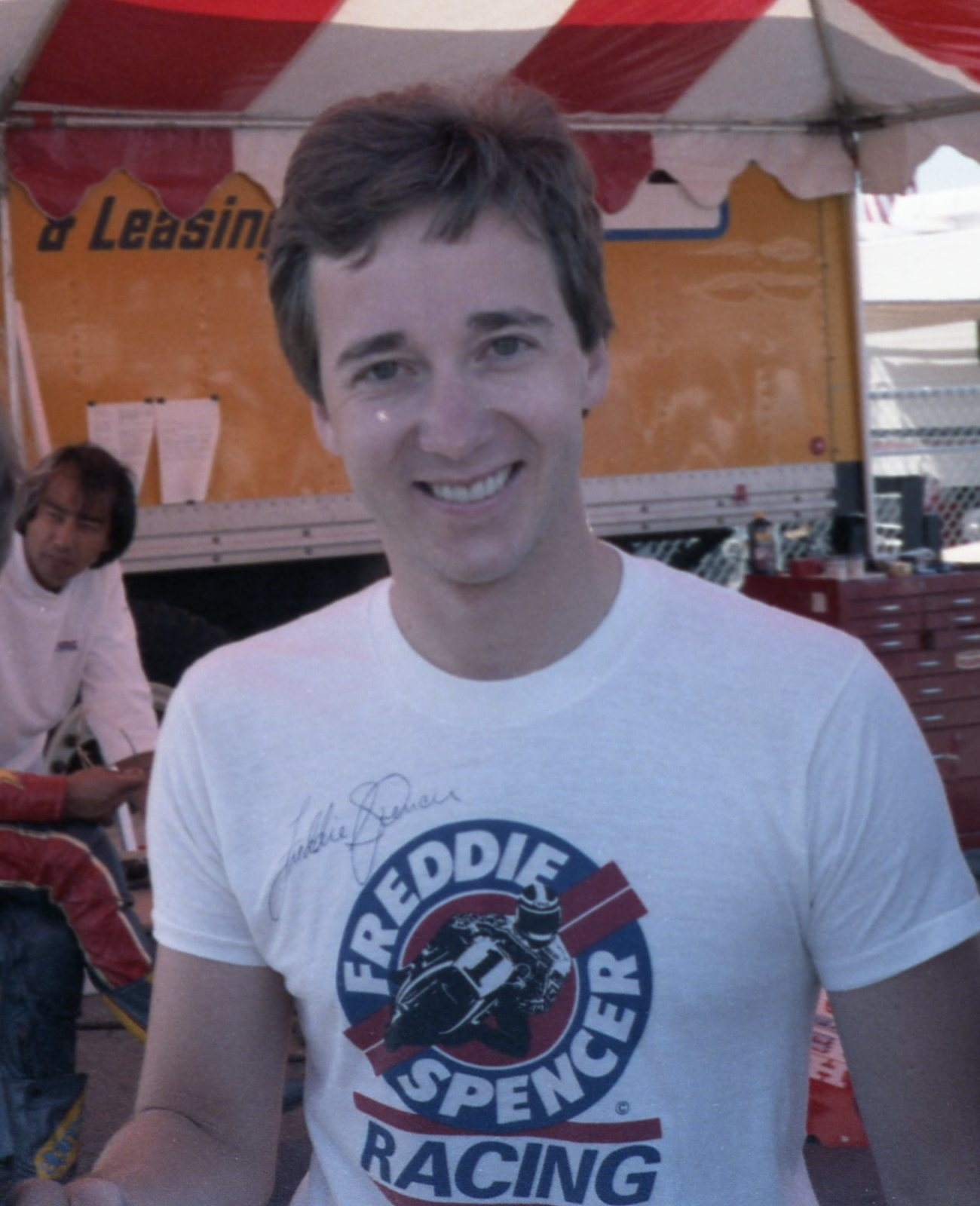
Hang-On est un hommage à l'un des meilleurs pilotes moto de l'histoire, Freddie Spencer (ici, Spencer sur le circuit de Laguna Seca en 1985).

Yū Suzuki, concepteur rentré chez Sega en 1983, se voit proposer un projet de jeu de moto, alors qu'il devient chef de sa division au bout de seulement un an d'ancienneté. Celui-ci lui permet d'explorer l'une de ses passions la moto. Après quelques études, l'équipe se rend compte que la moto de vitesse est très populaire. À cette époque, la compétition reine est le GP500 (Grand Prix moto de 500 cm3) et l'univers de la moto de vitesse est dominé par Freddie Spencer, qui gagne en 1983 à l'âge de 21 ans son premier titre de champion du monde moto. Pendant tout le processus, l'équipe garde à l'esprit « Fast Freddy ». Dans le jeu, Suzuki veut reproduire la conduite de Spencer. Pour la borne, il veut donc en toute logique reproduire sa moto. La version « deluxe » de la borne est atypique et inédite à cette époque. C'est la reproduction en plastique d'une véritable moto de 500 cm3, sur laquelle le joueur monte, et peut faire bouger pour déplacer son avatar. Hang-On est donc un hommage à Freddie Spencer,,.
Le jeu est par la suite porté sur plusieurs systèmes de jeu, consoles et ordinateur, tel que la Master System ou le MSX, ou commercialisé sous forme de jeux électroniques. Le jeu est porté sur Sega Mark III au Japon, où il est l'un des titres de lancement le 20 octobre 1985, puis en Occident sur la même console, la Master System, également titre de lancement en Europe en septembre 1987. Le jeu est également inclus dans de nombreuses versions de la consoles tout territoires confondus, sous forme de cartouche classique ou Sega Card, ou directement inclus dans la console,,,. Cette version est également commercialisée en 1986 dans deux compilations sur cette même console, l'une avec Astro Warrior (Hang-On and Astro Warrior) et l'autre avec Safari Hunt (Hang On and Safari Hunt). Une deuxième adaptation sur une console 8 bits est exclusivement publiée sur SG-1000 en 1985 sous le titre Hang-On II, bien qu'il s'agisse essentiellement d'un portage du jeu original modifié pour fonctionner sur la plate-forme beaucoup moins performante,. Le jeu est porté à nouveau en arcade en 1985 sous le titre Hang-On Jr. sur le System E de Sega dans une borne verticale standard, une plate-forme beaucoup moins performante que la version arcade originale et qui subit logiquement des concessions en termes de graphismes et de musiques. Ce système d'arcade est basé sur le matériel de la Master System. Cette version simplifiée du jeu original comporte 10 niveaux (cinq de base et cinq avancés) et comporte le système de passage de vitesse de la version Master System intégrée dans la console. Le jeu est porté en 1986 sur MSX par Pony Canyon et sur PC-88 par Pax Electronica Japan. Le jeu est également adapté sous forme de jeu électronique par Tiger Electronics en 1989,,, ainsi que par Epoch en 2006, dans la série El-Spirits Retro. Hang-On est adapté sur téléphone portable uniquement au Japon, sur les modèles FOMA 904i, lors de la sortie de ce modèle en juin 2007.
La version arcade est très bien accueillie pour son aspect atypique et novateur,,. La conversion sur Master System reçoit également de bonne critiques, malgré quelques critiques concernant l'absence de musiques en jeu,,. Hang-On connait plusieurs itérations. Une première suite est publiée en 1987 en arcade sous le titre Super Hang-On, ainsi que sur deux autres systèmes d'arcade Sega, en 1987 puis 1989, ainsi que sur console Sega et de nombreux ordinateurs personnels durant les années qui suivent,. Une suite appelée Hang On GP '96 est commercialisée sur Sega Saturn en 1995,. Après Hang-On, Sega crée d'autres bornes que le joueur doit piloter et faire plus qu'utiliser un joystick et des boutons. Cette série de bornes est appelée taikan et reçoit des succès tels que Out Run ou After Burner,.

## Super Hang-On
Super Hang-On (スーパーハングオン) est un jeu de course de moto développé par Sega-AM2 et édité par Sega sur borne d'arcade en mai 1987. Suite du jeu Hang-On, il apporte plusieurs nouveautés comme le choix du nombre de courses en fonction du niveau de difficulté choisi, de meilleurs graphismes, avec un changement de décors durant les courses plus progressif durant les courses, et une bande-son améliorée. Il intègre également un nouveau bouton turbo qui peut être activé à grande vitesse. Sega veut exploiter ses licence et demande ainsi à Yū Suzuki de produire une suite, bien qu'il n'apprécie pas la démarche. L'accent est délibérément mis sur l'approfondissement du gameplay plutôt que du côté matériel de la borne. Le jeu est republié sur d'autres systèmes d'arcade Sega en 1987 puis 1989, ainsi qu'en 1991 sous le titre Limited Edition Hang-On. Il parait sur console Sega Mega Drive, et de nombreux ordinateurs personnels durant les années qui suivent. Il sort ainsi sur Mega Drive, ainsi que sur Amstrad CPC, ZX Spectrum, Commodore 64, Amiga, Sharp X68000, Atari ST, PC (DOS) et Mac,,,.

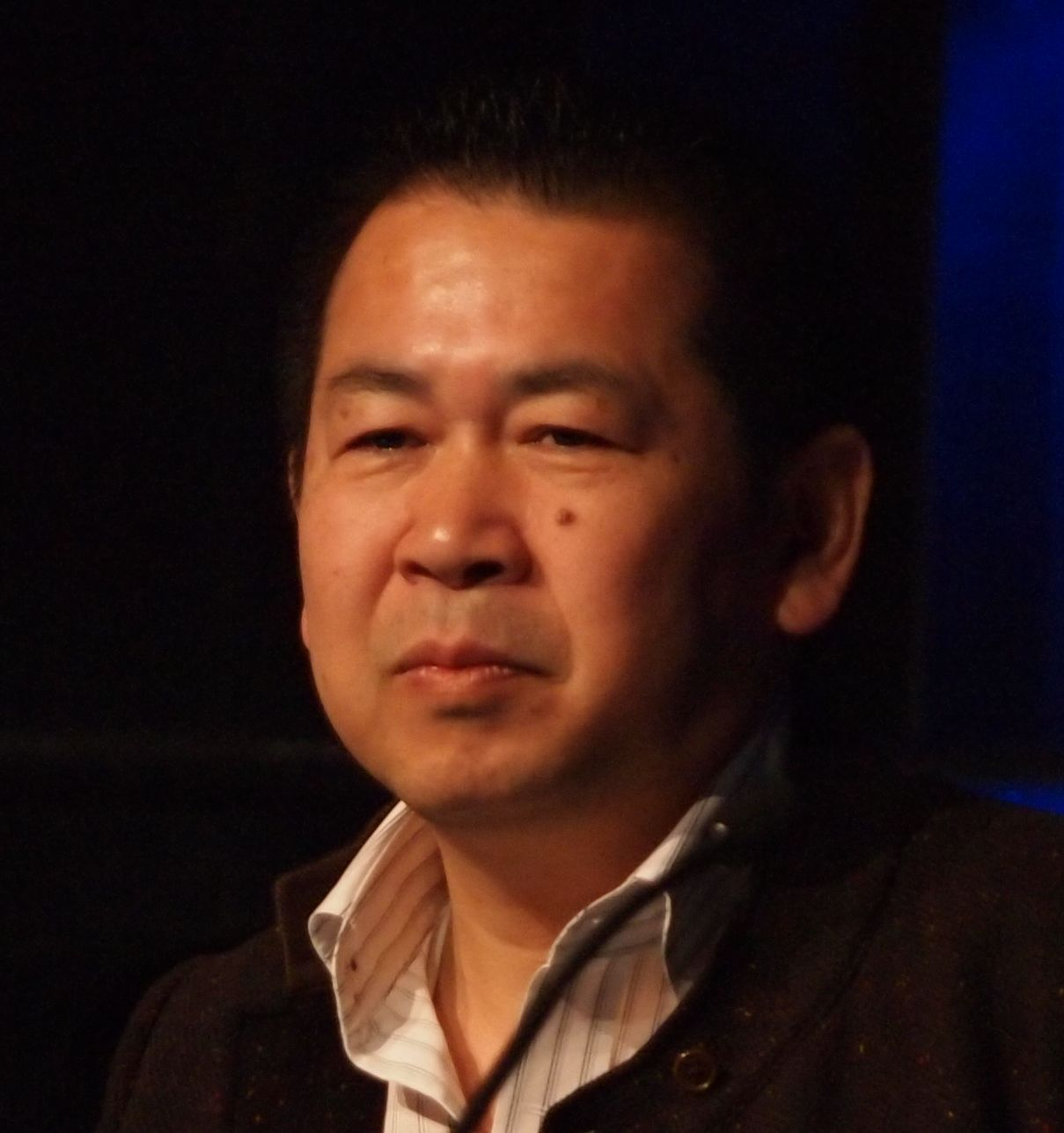
Yū Suzuki en 2011.

Lors de sa sortie, Super Hang-On est très bien accueilli par la presse spécialisée et les joueurs, notamment la version arcade,, et ses conversions Amiga, Atari ST et Mega Drive, jugées les meilleures,,,,,. Le jeu s'avère cependant moins important dans l'histoire du jeu vidéo, de Sega ou ce la carrière de Suzuki, que son ainé Hang-On.
Le jeu est par la suite réédité dans de nombreuses compilations, toutes plates-formes confondues. La version arcade est rééditée sur la console virtuelle de la Wii au Japon le 14 septembre 2010, puis en Amérique du Nord et en Europe le 3 mai 2012. Cette version est rééditée en 2012 sur Xbox 360 dans la compilation Sega Vintage Collection: Alex Kidd & Co.. En 2012, le jeu est réédité sur PlayStation 3 et Xbox 360 dans la série Sega Ages Online. Le jeu figure dans la compilation Sega 3D Fukkoku Archives 3: Final Stage sorti uniquement au Japon sur Nintendo 3DS en 2016.
En 2013, 3D Super Hang-On, un remake en trois dimensions de Super Hang-On développé par M2, est commercialisé en version dématérialisée sur Nintendo 3DS, dans la gamme 3D Classics. Cette version reprend trait pour trait le gameplay de l'original. Le jeu permet d'utiliser les contrôles classiques, croix directionnelle et boutons, mais aussi une fonctionnalité appelée contrôles gyroscopiques. Cette option permet de contrôler l'avatar en inclinant la console d'un côté ou de l'autre. Une option permet de recréer la borne d'origine, en redimensionnant l'image du jeu en plus petit et en l'affichant dans la reproduction de la borne d'origine. Lorsque la moto prend un virage, la borne s'incline avec l'image imitant le comportement de la borne. Le jeu propose également de nouvelles options comme le choix du niveau de difficulté, la possibilité de sauvegarder les données, ou écouter les musiques à volonté,,,.
La bande-son est publiée en avril 2013 dans le monde entier dans une compilation regroupant les pistes des différents jeux de la franchise, sous le titre Super Hang-On: 20th Anniversary Collection. La compilation est à l'origine sortie uniquement au Japon en juillet 2007 pour commémorer les 20 ans du lancement de la série,. En 2015, une bande originale est commercialisée sous le titre Super Hang-On,,.

## Hang On GP '96
Hang On GP '96 (Hang-On GP '95 au Japon et Hang-On GP aux États-Unis) est un jeu de course de moto développé par Genki et édité par Sega sur Saturn en 1995. Suite de Super Hang-On, le jeu est entièrement en 3D polygonale. Les courses ne se déroulent plus sur une ligne droite sinuant à travers différents paysages comme dans les précédents opus, mais uniquement sur trois circuits offrant différents visuels. Le joueur peut choisir sa monture parmi les dix motos proposées et trois vues différentes en course,,,,.
Le jeu reçoit un accueil mitigé de la part de la presse spécialisée lors de sa sortie. Le titre reste globalement jugé comme un titre moyen, les critiques relevant des graphismes plutôt anguleux, un gameplay irréaliste, des contrôles trop sensibles et une bande-son désagréable,,,,,.